# 中国国际广播电台
- 關於中华民国大陆时期設於重慶的对外广播电台，請見「中国国际广播电台 (中华民国)」。
- 關於对中华人民共和国境内播音时使用“中国之声”呼号的频率，請見「中央人民广播电台中国之声」。
- 關於部分情况下同样可被称呼为“北京广播电台”的北京市市级广播电台，請見「北京广播电视台」。

中国国际广播电台（英語：China Radio International），一般简称国广和国际台，成立于1941年12月3日，是中华人民共和国唯一从事对外广播的国家級广播电台，隶属于中央广播电视总台。中国国际广播电台與中央人民廣播電台同為全国性广播电台网络。

## 历史
- 1941年12月3日，延安新华广播电台的日语广播开播，首位播音员为日本國籍八路军女兵原清志（后加入中国国籍）。这一天后来也被中国国际广播电台认定为其开播日[2]。
- 1950年4月10日，中央人民广播电台的对外广播开始使用北京广播电台（Radio Peking）呼号，广播开始曲是歌曲《东方红》的钟声（开头两小节）。在那时，它在阿尔巴尼亚有唯一的中继站。同时，北京广播电台开始对东南亚广播。
- 1958年9月，位于北京复兴门外的广播大厦建成，北京广播电台迁入该楼办公直至1997年，该大楼目前隶属于國家廣播電視總局。
- 1962年4月，北京广播电台在日语广播中开设“汉语讲座”，这是中国在对外广播中开设汉语教学节目的开始。
- 1966年，北京广播电台开始曲《东方红》的钟声改为开头四小节，并播放《东方红》的完整管弦乐版。
- 1978年5月1日，中央人民广播电台的对外广播分拆并更名为“中华人民共和国国际广播电台”，简称中国国际广播电台。
- 1983年，中国国际广播电台的英文名称改为“Radio Beijing”，同年4月25日起，对华侨广播的所有节目都改用“北京广播电台”呼号。同时，中国国际广播电台的开始曲《东方红》只保留其管弦乐版本的前四小节部分（1989年以前缩为前两小节）并继续播出，停止播放《东方红》1965年的大型音乐史诗交响乐版。
- 1984年，中国国际广播电台开始对首都北京地区正式进行英语广播，呼号为“Radio Beijing's Capital Service”，是为中央广播电视总台轻松调频的前身。
- 1987年9月，邓小平为中国国际广播电台题写台名[3]。
- 1993年1月1日，中国国际广播电台的英文名称改为“China Radio International”，英文简称为“CRI”。英语广播自同日起，开始曲在原有《东方红》管弦乐版的基础上增加《红旗颂》的一部分片段。而俄语广播自同日起，开始曲在原有《东方红》管弦乐版的基础上增加《茉莉花》的一部分片段。
- 1997年5月27日，中国国际广播电台迁入在石景山路甲16号的新办公楼至今[4]。同日起，中国国际广播电台各对外语言广播启用基于《义勇军进行曲》旋律自行制作的开始曲，部分语言广播的开始曲不再使用《东方红》管弦乐版（如汉语、英语等），但部分语言广播仍同时使用《东方红》管弦乐版和国际电台基于《义勇军进行曲》旋律自行制作的开始曲两首乐曲作为开始曲。（例如日语、印度尼西亚语等，但目前仅剩印度尼西亚语）
- 2018年3月21日，根据《深化党和国家机构改革方案》，原中央电视台（中国国际电视台）、中央人民广播电台、中国国际广播电台合并，组建新的中央广播电视总台，作为国务院直属事业单位，归口中共中央宣传部领导。原中央电视台（中国国际电视台）、中央人民广播电台、中国国际广播电台建制撤销，但对内保留原呼号，对外统一呼号为“中国之声”[5]。中国国际广播电台在石景山路甲16号的办公区更名为中央广播电视总台鲁谷办公区。[6]
- 2020年12月，环球资讯广播改版，部分节目名称更改。
- 2021年12月，英语环球广播（CHINA PLUS）改版并改名为CGTN RADIO，划入中国环球电视网的管辖范围。截至目前，除中文版的“国际在线”外，中国国际广播电台各外语广播官网全部改以CGTN与CRI Online两个品牌同时存在的名义继续运作。

## 台址
中央广播电视总台鲁谷办公区位于石景山路甲16号，包括1997年投入使用的中国国际广播中心（中国国际广播电台挂牌处）和2024年建成的中央广播电视总台人工智能大楼（工程名为中国国际广播电台对外传播中心技术大楼）。
中国国际广播中心工程于1990年7月获国家计委批复，建筑由中国电子工程设计院和广电部设计院设计，1992年9月25日开工，1995年10月12日落成，主楼总高101米，共设16层，1997年2月完成工艺设备安装调试，1997年5月27日正式投入使用。
位于中国国际广播中心西侧的对外传播中心技术大楼于2014年5月28日开工奠基，但因机构改革等原因，工期长达10年，2025年2月28日以“中央广播电视总台人工智能大楼”之名揭牌。

## 发展
中国国际广播电台在世界各重要国家和地区建有32个驻外记者站，并在中国各省、市、自治区以及香港、澳门特别行政区建有记者站，拥有庞大的信息网。
它每天以全世界43种语言广播1100多小时的节目，包括新闻、时事和有关政治、经济、文化、科学和技术的专题节目。对周边国家和地区播出。
中国国际广播电台采取短波、中波和调频几种办法对外广播；对于远距离广播，采用大功率发射机和将节目送上卫星的办法，实施全球覆盖。
1995年，国际台将24套节目送上亚洲二号卫星；
1998年，开始租用泛美公司的泛美二号、三号、四号、五号卫星来传送节目。
CRI是全亚洲最完备的国际广播服务，目前大约使用超过50台短波发射机。
2011年，中国国际广播电台华语台之方言广播在原CRI海峡飞虹网络电台的基础上建立中国国际广播电台世界华声以及同名的网络电台，每天通过网络向全球播音。现拥有：闽南语（厦门话、潮州话、台灣話）、粤语（广府话）、客家话等四种语言的短波、落地调频广播节目和相应的网络广播，另外还开办有一小时的温州话广播节目。

## 对内广播
| 頻道名稱                                      | 语言             | 频道频率                                         | 啟播時間      | 頻道口號     | 频道前称                                                    | 備註 |
| 轻松调频 （CRI EZFM）                         | 英语 普通话      | 北京：FM 91.5MHz、MW 1008kHz                     | 1984年1月1日  |              | 中国国际广播电台对首都地区英语广播 中国国际广播电台音乐广播 | 全国唯一中央级中英双语电台，每天24小时播出国内外新闻资讯、欧美及华语音乐精品、跨文化交流和学知栏目等。   |
| 劲曲调频 （CRI HIT FM）                       | 英语 普通话      | 北京：FM 88.7MHz 上海：FM 87.9MHz                | 1999年3月28日 |              | 中国国际广播电台第二套对内广播                              | 全国唯一全天候播出的国际流行音乐频率。采用类型化音乐电台（Pure Format Radio）操作模式播放。              |
| 环球资讯广播 （CRI News Radio）               | 普通话           | 随地区不同                                       | 2005年6月28日 | 世界在你指尖 |                                                             | 以报道国际资讯为主的广播平台。                                                                           |
| 英语资讯广播 （CGTN Radio）                   | 英语             | 北京：AM 846KHz                                  | 2010年8月1日  |              |                                                             | 面向全球广播的24小时英语新闻资讯广播。曾使用“China Plus Radio”呼号。2021年12月14日起更名为“CGTN Radio”。 |
| 南海之声 （CRI Voice of the South China Sea） | 普通话（国内版） | 三沙：FM 101MHz 琼海：FM 102MHz 三亚：FM 89.1MHz | 2013年4月9日  |              |                                                             | 中国首个为南海海域及周边国家和地区服务的多语种广播。在海南落地版本为普通话播音。                         |

## 对外广播
中国国际广播电台目前使用英语、日语、朝鲜語、蒙古语、印地语、尼泊尔语、乌尔都语、泰米尔语、僧伽罗语、孟加拉语、越南语、老挝语、高棉语、印尼语、菲律宾语、缅甸语、马来语、泰语、土耳其语、普什图语、哈萨克语、柯尔克孜语、阿拉伯语、波斯语、豪萨语、斯瓦希里语、俄语、捷克语、塞尔维亚语、罗马尼亚语、阿尔巴尼亚语、保加利亚语、匈牙利语、波兰语、乌克兰语、克罗地亚语、德语、西班牙语、法语、世界语、意大利语、葡萄牙语、芬兰语、瑞典语、丹麦语和汉语普通话及广州话、客家话、闽南语、潮州话、溫州话5种方言，以及蒙古语、维吾尔语、藏语拉萨方言、藏语康巴方言、朝鲜语等少数民族语言等54种语言向全世界传播。是世界上播出语种最多的国际广播电台。截至2008年底，每天累计播出1520多个小时的广播节目、广播内容包括新闻、时事以及关于政治、文化、科学和技术的专题节目。
中国国际广播电台对外广播使用调频、中波、短波三个波段。其中，调频广播主要是通过与海外广电部门合作的形式，开办落地广播，每天播出固定时间和频率的节目。中波广播有一部分是境内的无线电台发射，主要是针对周边国家进行广播，如日语、朝鲜語、俄语等，也有在海外落地的中波电台，如阿尔巴尼亚周边等。短波广播是最主要的形式，其短波发射台分布在陕西宝鸡、北京房山、内蒙古呼和浩特、浙江金华、新疆喀什、云南昆明、广西南宁、河北石家庄、新疆乌鲁木齐、陕西咸阳，以及海外的古巴、马里、阿尔巴尼亚三国。

### 各语种开播时间
| 播出语种         | 开播时间       |
| ---------------- | -------------- |
| 日语广播         | 1941年12月3日  |
| 英语广播         | 1947年9月11日  |
| 华语广播         | 1949年6月20日  |
| 越南语广播       | 1950年4月10日  |
| 缅甸语广播       | 1950年4月10日  |
| 泰语广播         | 1950年4月10日  |
| 印尼语广播       | 1950年4月10日  |
| 朝鲜语广播       | 1950年7月2日   |
| 俄语广播         | 1954年12月24日 |
| 西班牙语广播     | 1956年9月3日   |
| 高棉语广播       | 1956年12月15日 |
| 老挝语广播       | 1956年12月15日 |
| 波斯语广播       | 1957年10月15日 |
| 土耳其语广播     | 1957年10月21日 |
| 阿拉伯语广播     | 1957年11月3日  |
| 法语广播         | 1958年6月5日   |
| 马来语广播       | 1959年3月1日   |
| 印地语广播       | 1959年3月15日  |
| 德语广播         | 1960年4月15日  |
| 葡萄牙语广播     | 1960年4月15日  |
| 塞尔维亚语广播   | 1961年6月2日   |
| 克罗地亚语广播   | 1961年6月2日   |
| 斯瓦希里语广播   | 1961年9月1日   |
| 豪萨语广播       | 1963年6月1日   |
| 泰米尔语广播     | 1963年8月1日   |
| 蒙古语广播       | 1964年12月1日  |
| 世界语广播       | 1964年12月19日 |
| 菲律宾语广播     | 1965年10月30日 |
| 乌尔都语广播     | 1966年8月1日   |
| 捷克语广播       | 1968年8月26日  |
| 波兰语广播       | 1968年8月28日  |
| 罗马尼亚语广播   | 1968年8月30日  |
| 孟加拉语广播     | 1969年6月6日   |
| 阿尔巴尼亚语广播 | 1969年1月1日   |
| 普什图语广播     | 1973年7月15日  |
| 保加利亚语广播   | 1974年8月1日   |
| 僧伽罗语广播     | 1975年1月1日   |
| 尼泊尔语广播     | 1975年6月25日  |
| 匈牙利语广播     | 1976年7月26日  |
| 乌克兰语广播     | 2008年7月30日  |
| 白俄罗斯语广播   | 2009年9月23日  |
| 希腊语广播       | 2009年9月23日  |
| 希伯来语广播     | 2009年9月23日  |

## 环球调频广播
截至2009年5月，其在境外共有21个整频率调频或中波台，153家调频/中波合作电台（其中119家调频合作台，32家中波合作电台，2家窄带播出电台）以及14家网络电台。落地节目每天累计播出总时数达724.5小时，除国际台北京本部制作的英语、法语、西语、俄语、德语等40多种外语、汉语普通话和5种汉语方言节目外，在北欧还合作制作芬兰语、挪威语、瑞典语、丹麦语节目。

## 卫星收听
| 卫星列表         | 接收参数      | 播出地区 |
| ---------------- | ------------- | --- |
| 166.0°E 国际19号 | 3955 V 3555   | 太平洋、中国东部、朝鲜半岛、日本、俄罗斯东南部、东南亚、澳大利亚、新西兰、美国西海岸等卫星信号覆盖区域       |
| 134.0°E 亚太6C   | 12269 V 18000 | 中国和中国周边部分地区                                                                                       |
| 115.5°E 中星6B   | 3575 H 18000  | 亚洲、大洋洲、非洲东北部，包括中国、朝鲜半岛、日本、蒙古、俄罗斯、澳大利亚、新西兰、印度、等卫星信号覆盖区域 |
| 68.5°E 国际20号  | 4085 V 3555   | 亚洲（不包括俄罗斯东北部）、欧洲、非洲、澳大利亚                                                             |
| 45.0°W 国际14号  | 11605 H 990   | 美国西部、欧洲东部、非洲北部                                                                                 |

## 新媒体业务

### 网站
中国国际广播电台的“国际在线”网站是中国中央重点新闻网站之一。目前，已发展成为61种语言的世界语种最多的网站。“国际在线”的访问者来自世界160多个国家和地区，网上节目时长达到每天221.5小时，日均收听人次70万。“国际在线”于2005年7月13日正式开播了多语种网络电台 Inet Radio（www.inetradio.cn），使用汉语普通话、英语、德语和日语播出。节目内容由资讯、谈话、音乐和外语教学四大类节目组成。2006年7月13日，“国际在线”推出了汉语、英语、日语和朝鲜语国内首家多语种播客。2007年9月14日，由9种语言组成的11个境外网络电台（CRI WebCast）正式开播。

### 网络电台
国际在线网络电台是中国国际广播电台旗下的多语种网络电台，于2005年7月13日正式开播。2007年，国际在线网络电台转型为全天直播的类型化音乐台，建立CRI都市流行、CRI乡村民谣（后改为CRI写意民谣）、CRI怀旧金曲三个网络台。2013年，三个频道合并且改版为旅游音乐台，定名“CRI环球旅游广播”。2017年9月30日下午5时，CRI环球旅游广播停播。

### 手机广播电视
2007年4月6日，中国国际广播电台(CRI)宣布获得手机广播电视牌照（IPTV），这是中国第三张全国性的手机牌照，前两张分别由上海文广传媒集团（现上海东方传媒集团有限公司，SMG）和中央电视台持有。
2007年4月和6月，CRI手机广播电视分别在中国联通和中国移动平台顺利上线。CRI手机广播电视除集成国际台自有的广播、电视、互联网以及多语种信息等资源外，还整合了地方电台、电视台的节目内容。其广播电视业务由中国国际广播电台下属的国视通讯（北京）有限公司（GTV）运营。

### 新媒體平台
截止2023年5月，下列廣播語言在Youtube開設頻道，以增強媒體傳播之影響力。
- 英語[21]
- 日語[22]
- 尼泊爾語[23]
- 菲律賓語[24]
- 孟加拉語[25]
- 越南語[26]
- 義大利語[27]
- 葡萄牙語[28]
- 德語[29]

而中央廣播電視台亦有開設相似頻道：
- 中央廣播電視總台中東分站[30]

## 电视节目
中国国际广播电台从1999年10月开始制作并向全国传送国际新闻电视节目。目前，中国国际广播电台电视中心每天制作和传送上星的电视节目已达5个多小时，用户遍及全国300多个频道。另外，其旗下国广东方CIBN亦开设多套面向IPTV或OTT播送的轮播频道。
中国国际广播电台的数字电视频道有：
- 环球奇观
- 环球购物（现更名“聚鲨环球精选”）
- 中国交通频道
- 与中广电传媒CBN TV、北京中广云视传媒合办频道
  - 冰雪体育频道
  - 马拉松频道
  - 每日健身频道
  - 体育赛事频道SIZE

## 出版业务

### 出版社
中国国际广播出版社创办于1985年，是由国家新闻出版广电总局主管、中国国际广播电台主办的中央级综合社科类出版社，以出版介绍中国各方面情况的多种外文图书为主，兼顾翻译出版各国经济、文化类图书，以及教外国人学汉语、教中国人学外语的教科书、工具书和音像制品等。

### 报纸
中国国际广播电台于90年代初开始主办《世界新闻报》，此报由国家新闻出版广电总局主管，每周一、周四出版。除了在北京印刷外，《世界新闻报》在上海、广州、成都、沈阳、西安、杭州、长春、武汉等多个城市设有分印点。

## 台呼
除对内广播及中英文国际广播外，中国国际广播电台广播节目开始前的ID音乐均为根据国歌《义勇军进行曲》改编的音乐，台呼一般为中文电台名称（一次或两次）加上播出语言的电台名称。这一台标音乐已被注册为商标。